# StarCraft II: Wings of Liberty
StarCraft II: Wings of Liberty (traducido como Alas de libertad) es un videojuego de estrategia en tiempo real desarrollado por Blizzard Entertainment para Microsoft Windows y Macintosh. Es la secuela de StarCraft (1998). Fue anunciado el sábado 19 de mayo de 2007 en la convención Blizzard Worldwide Invitational celebrada en Seúl, Corea del Sur. Este juego comenzó a desarrollarse en el verano de 2003, tras el lanzamiento de Warcraft III: The Frozen Throne en manos de un equipo de tan solo 40 personas. La primera beta fue lanzada el 18 de febrero para un grupo selecto de jugadores y la versión terminada fue lanzada mundialmente el 27 de julio de 2010. El juego está dividido en tres capítulos: el juego base, Starcraft II Wings of Liberty, su expansión Heart of the Swarm y su última expansión Legacy of the Void,  El actor y narrador Robert Clotworthy Quien vuelve otra vez con la misma voz original del personaje de James Raynor 1998-2015.
Ambientado en el siglo XXVI en el lejano Sector Koprulu, el juego gira en torno a tres especies: los Terran, humanos exiliados de la Tierra; los Zerg, una especie de formas de vida que asimilan otras organizada en enjambres; y los Protoss, una raza tecnológicamente avanzada con poderes psiónicos. Wings of Liberty se centra en los Terran, la expansión Heart of the Swarm en los Zerg y Legacy of the Void se centrará en los Protoss. El juego se desarrolla cuatro años después de los acontecimientos de StarCraft: Brood War, y sigue las hazañas de Jim Raynor y su grupo insurgente contra el autócrata del Dominio Terran liderado por el Emperador Arcturus Mengsk.
En el aspecto tecnológico, el uso del motor gráfico Havok en 3D añade una física más realista entre otras mejoras con respecto a su antecesor, utilizará la tecnología Pixel Shader 5.0 y será compatible con los controladores DirectX 9.0 y 10.0. Además, se ha puesto mucho énfasis en el desarrollo del aspecto multijugador con nuevas tecnologías, tanto en el juego como en el servidor de internet Battle.net de Blizzard con motivo de hacer resaltar nero.

## Historia
Starcraft II: Wings of Liberty empieza cuatro años después del término de Brood War y narra el destino de las tres razas habitantes del universo de StarCraft. Ahora Jim Raynor es un rebelde que lucha en contra de Arcturus Mengsk para acabar con su tiranía y dominio. La historia comienza cuando Jim Raynor está sentado en un bar y llega Tychus Findlay. Este le dice que ha venido para hacer negocios acerca de unos artefactos Xel'Naga.
Más tarde, los Zerg atacan Mar Sara, y otros mundos después de no estar en guerras por mucho tiempo, Jim Raynor escapa en su nave Hyperion junto con una pieza del Artefacto Xel'Naga. Luego sigue consiguiendo artefactos en planetas Xel'Naga mientras lucha contra Mengsk y el dominio, pero pasan muchas cosas inesperadas.

### Terran
Los ingeniosos Terran, templados por las tribulaciones y el conflicto, han demostrado ser un adversario formidable tanto para los tecnológicamente avanzados Protoss como para los voraces Zerg.
Los Terran son relativamente nuevos en el Sector Koprulu, descendientes de una desastrosa expedición salida de la Tierra hace ya varios siglos. Su personal estaba constituido por disidentes y gente descontenta que el gobierno consideraba prescindible. Los supervivientes fundaron tres colonias que se convirtieron en los cimientos de los bloques principales de poder en el espacio Terran: la Confederación, la Coalición Kelmoriana y el Protectorado de Umoja. La corrupta Confederación fue derrocada por el terrorista y revolucionario Arcturus Mengsk durante el caos de la invasión zerg. Ahora, el Dominio Terran ha surgido de las cenizas del antiguo régimen como poder dominante; con nada menos que el emperador Arcturus I a la cabeza.
Forzados a adaptarse a una agreste existencia en los mundos casi-carentes de vida del sector, los Terran son maestros de la supervivencia. Sin la avanzada tecnología de los Protoss, ni las facultades naturales de los Zerg, sus ejércitos utilizan combinaciones flexibles de unidades versátiles. Desde la infantería básica, pero eficiente, como los marines, hasta los cruceros de batalla fuertemente armados. Las unidades Terran dependen de blindaje sólido, abundante potencia de fuego y gran cantidad de tropas para mantener al enemigo a raya. Los Terran son excelentes en situaciones defensivas, donde destacan sus búnkeres y tanques de asedio (más con su modalidad "Asedio" que infligen más daño y con más rango), y a su vez, como asedio en su flota pueden destacar sus cruceros de batalla (naves Battlecruiser) con su ataque Yamato, los especialistas fantasmas con habilidades de francotirador y lanzamiento de misil nuclear y más aún puede ser siendo escoltados.

### Protoss
Los Protoss, ancestrales y misteriosos, durante miles de años han usado su tecnología alienígena y poderes psiónicos para mantener el orden y la paz en su lado de la galaxia.
Con su muy avanzada tecnología y poderosas facultades psiónicas, los Protoss alguna vez consideraron que eran la especie más poderosa de la galaxia. No obstante, su guerra contra los Zerg ha demostrado lo contrario; aún el guerrero individual más capaz no puede derrotar a una cantidad tan apabullante de adversarios. La lección ha sido muy dura para los Protoss, ya que su sociedad gira en torno a filosofías seguidas de manera estricta durante eones. Sin embargo, la invasión Zerg del planeta Aiur, mundo natal de los Protoss, presentó un gran dilema: aceptar el cambio para sobrevivir y prevalecer.
Hoy en día emplean nuevas tácticas y tecnologías en una lucha cada vez más desesperada, además de haber reactivado terribles armas ancestrales, que dejaron de utilizar hace ya mucho tiempo. Los Protoss nunca fueron una raza prolífica y siempre han reforzado sus filas con máquinas de guerra robóticas. Ningún guerrero Protoss tiene igual, su potencial mejorado en gran medida gracias a una combinación de tecnología y formidable poder psiónico. Sin embargo, los Protoss deberán emplear movilidad y el factor sorpresa para aprovechar sus ventajas al máximo y no enfrascarse en una guerra de desgaste. Su flota es muy poderosa, ya que tiene una gran cantidad de naves capaces de convertir al enemigo en cenizas.

### Zerg
Los Zerg, dirigidos por la astuta Queen of Blades (Reina de Espadas en la versión para España, Reina de Cuchillas en la versión para Hispanoamérica), buscan desencadenar sus horrores alienígenas por toda la galaxia y amenazan con consumir a todo aquel que se atraviese en su camino.
Cuando los Zerg llegaron por primera vez al sector Koprulu, se encontraban unidos bajo la obediencia absoluta a la sapiencia colectiva conocida como la Supermente. Ésta controlaba los actos de cada criatura del Enjambre y funcionaba a través de una jerarquía de sapiencias menores, llamadas Cerebrados. Aunque la Mente Suprema sólo buscaba consumir y asimilar a la avanzada raza Protoss, encontró material usable, aunque sin desarrollar, en la humanidad. Al tomar a Sarah Kerrigan, una poderosa psiónica Terran, la Mente Suprema creó a la Reina de Espadas, una criatura única que asumió el control del Enjambre después de que los Protoss destruyeran a la Mente Suprema durante la invasión de Aiur.
Los Zerg son muy distintos de los Terran o los Protoss y están constituidos por una gran diversidad de especies que fueron incorporadas al Enjambre a través de la infestación. Dichas criaturas pasan por un proceso de evolución rápido y selectivo que las convierte en implacables máquinas de matar, cuya única función es perpetrar el imperativo Zerg de alcanzar el dominio absoluto. Los Zerg no utilizan tecnología para crear sus armas, armaduras o naves espaciales, sino que sufragan eficientemente estas necesidades a través de la adaptación biológica y la mutación planificada de diversas entidades. Incluso las estructuras Zerg son órganos especializados que forman parte del nido, un organismo viviente en constante desarrollo.

## Recursos
La economía de Starcraft se basa en 3 recursos: Minerales, Gas Vespeno y Suministros. Los primeros dos son recolectados por unidades especializadas, mientras que los suministros son específicos de cada raza. 

### Minerales
Los minerales son la base de la economía. Se utilizan para crear todas las estructuras, unidades y mejoras, por lo que su extracción debe considerarse en toda estrategia.
Los minerales se pueden encontrar en yacimientos azules y dorados. Estos últimos ofrecen una mayor velocidad de extracción, frecuentemente a cambio de encontrarse en posiciones vulnerables.

### Gas vespeno
El gas vespeno es un recurso que permite hacer unidades y estructuras más avanzadas, y es requerido para todas las mejoras.
El gas vespeno proviene de géiseres, usualmente localizados cerca de los yacimientos de minerales. En los escenarios multijugador, su disposición de encuentra homologada en una proporción de 2 por cada zona de minerales. Para recolectarlo, es necesario colocar en el géiser una estructura especial capaz de procesar el gas. Estas son: la Refinería Terran, el Extractor Zerg y el Asimilador Protoss.

### Suministros
Los suministros son recursos especiales no consumibles y no acumulables, que se utilizan para controlar el límite máximo de unidades en producción y servicio que puede tener un jugador. Su número se rige con la creación o destrucción de depósitos de suministros (terran), superamos (zerg) o pilones (protoss). Está limitado a 200.
No es estrictamente un límite de población, puesto que muchas unidades consumen más de un suministro. Cuando se alcanza el tope de suministros, la fabricación de unidades se interrumpe hasta que el jugador tenga suministros disponibles (por la pérdida de unidades o la creación de productores de suministros).

### Recursos especiales
Durante la campaña, es posible que las unidades recolectoras tengan que ser usadas para recolectar algún recurso especial para ese escenario.

## Unidades

### Terran
- VCE (SCV) (Construye edificios terran, repara estructuras, recolecta recursos)
- Marine (Marine) (Ataca a unidades aéreas y terrestres, puede usar Paquetes de Estimulantes)
- Merodeador (Marauder) (Ataca a unidades terrestres, puede usar Paquetes de Estimulantes)
- Yum-Kimil (Reapers) (Ataca a unidades terrestres, Puede saltar elevaciones y puede regenerar vida cuando no está en combate)
- Fantasma (Ghost) (Ataca a unidades terrestres y aéreas, puede usar Misil PEM, Invisibilidad, Ataque Nuclear, Disparo de precisión)
- Vikingo (Viking) (Puede atacar a unidades aéreas en modo Caza y a unidades terrestres en modo Asalto)
- Banshee (Banshee) (Ataca a unidades terrestres, puede volverse invisible)
- Thor (Thor) (Ataca a unidades aéreas y terrestres, puede usar Descarga Explosiva y Descarga de Gran Impacto)
- Crucero de Batalla (Battlecruiser) (Ataca a unidades aéreas y terrestres, puede usar Cañón Yamato)
- Cuervo (Raven) (Irradiador aéreo, puede usar Torreta automática, Misil Rastreador, Robot de Defensa de Punto, Detector)
- Tanque de Asedio (Siege tank) (Ataca a unidades terrestres, puede pasar a Modo Asedio y Modo Tanque)
- Demonio (Hellion) (Ataca a unidades terrestres en una línea)
- Evamed (Medivac) (Transporte aéreo, puede cargar unidades terrestres, puede usar Postcombustión)

Exclusivas de la campaña:
- Médica (Medic) (Cura a las unidades biológicas cercanas)
- Camazot (Firebat) (Especializado en anti infantería)
- Buitre (Vulture) (Vehículo versátil, puede usar minas de araña)
- Katari (Diamondback) (Vehículo flotante, puede atacar en movimiento)
- Goliath (Goliath) (Meca de apoyo antiaéreo)
- Espectro (Specter) (Caza versátil, puede camuflarse)
- Ánima (Wraith) (Especialista, puede aturdir unidades, usar flagelo psiónico y camuflarse)

### Zerg
- Larva (Larva) (Muta en unidades Zerg, vida muy baja pero muy resistente, no se puede mover a ubicaciones ordenadas, muere fuera de biomateria)
- Obrero (Drone) (Muta en edificios y recolecta recursos, terrestre)
- Amo Supremo (Overlord) (Genera más suministros, muta en Observador, aéreo)
- Cucaracha (Roach) (Ataca a distancia a unidades terrestres, regenera vida y puede moverse enterrada, terrestre)
- Zerguezno (Zergling) (Ataque cuerpo a cuerpo, muy veloz, puede mutar en Pesteling, terrestre)
- Hidralisco (Hydralisk) (Ataca a distancia a unidades aéreas y terrestres, terrestre)
- Mutalisco (Mutalisk) (Ataca a unidades aéreas y terrestres golpeando a 3 objetivos, voladora)
- Uetzi (Baneling) (Ataca a unidades terrestres, muere al atacar, fácil de matar, terrestre)
- Ultralisco (Ultralisk) (Ataca a múltiples unidades terrestres, muy resistente e inmune a muchas habilidades, terrestre)
- Infestador (Infestor) (No ataca, usa Parásito Neural, Crecimiento Fúngico, Terran Infestado, terrestre )
- Reina (Queen) (Ataca a unidades aéreas y terrestres, Genera Tumores de Talo, larvas y Sana a unidades seleccionadas, terrestre)
- Corruptor (Corruptor) (Ataca a unidades aéreas, puede usar envilecimiento, puede mutar en Señor de la Prole, aérea)
- Vigía Supremo (Overseer) (No ataca, puede usar Engendrar Cambiaforma, Contaminar, detecta unidades enterradas, invisibles y alucinadas, aérea)
- Gusano Nydus (Nydus Worm) (No ataca, puede mueve unidades zerg propias del jugador, puede engendrarse una a una en la Red Nydus, terrestre)
- Amo de la Colonia (Brood Lord) (Ataca a unidades terrestres, inmune a muchas habilidades, aérea)

Exclusivas de la Campaña:
- Azote (Scourge) (Unidad voladora suicida, inflige daño en área)

### Protoss
- Sonda (Probe) (Invoca[Construye] estructuras, recolecta recursos)
- Fanático (Zealot) (Ataca a unidades terrestres, puede usar Cargar)
- Inmortal (Immortal) (Ataca a unidades terrestres, resiste a ataques poderosos, pero débil a ataques rápidos)
- Centinela (Sentry) (Ataca a unidades terrestres y aéreas, puede usar Campo de Fuerza, Escudo Guardián y Alucinaciones)
- Persecutor (Stalker) (Ataca a unidades terrestres y aéreas, puede usar Traslación)
- Prisma de Transposición (Warp Prism) (Teletrasporte aéreo, puede cargar unidades y pasar a Modo Fase creando un campo de energía reducido)
- Fénix (Phoenix) (Ataca a unidades aéreas, puede usar Haz Gravitón, permitiendo a otros Fénix atacar a la unidad terrestre levantada en el aire)
- Coloso (Colossus) (Ataca a unidades terrestres larga distancia, puede ser atacado por Envilecedores y Vikingos, puede subir elevaciones)
- Mantarraya de Vacío (Void Ray) (Ataca a unidades aéreas y terrestres, puede usar Alineamiento Prismático causando mucho más daño a su objetivo)
- Arconte (Archon) (Ataca a unidades terrestres y aéreas, Fácil de matar con ataques veloces, No se puede invocar, requiere fusionar dos templarios)
- Templario Oscuro (Dark Templar) (Ataca a unidades terrestres, invisible permanentemente, Se fusiona con otro templario para hacer un Arconte)
- Núcleo de Nave Nodriza (MotherShip Core) (Ataca a unidades terrestres, puede usar Sobrecarga de Fotones, Retirada en Masa y Distorsión temporal)
- Portanaves (Carrier) (No ataca, envía Interceptores a atacar, puede cargar 8 de estos, inicia con 4, cada uno cuesta 25 minerales)
- Observador (Observer) (No ataca, detecta enemigos invisibles, alucinaciones y enterrados, permanentemente invisible)
- Alto Templario (High Templar) (Irradiador terrestre, puede usar RetroAlimentación y Tormenta Psionica, se fusiona en Arconte)
- Nave Nodriza (MotherShip) (Mejora del Núcleo de Nave Nodriza, ataca a unidades terrestres y aéreas, puede usar Retirada en Masa y Distrosion Temporal, )

Exclusivas de la campaña
- Explorador (Scout): caza versátil

## Estructuras

### Terran (humano)
- Centro de Mando (Command Center)
- Depósito de Suministros
- Refinería
- Torre de sensores (Sensor Tower): permite ver el movimiento de unidades enemigas pero no descubre la zona
- Recinto de mercenarios (Mercenaries enclosure): disponible solamente en la campaña. Permite el uso de escuadrones de mercenarios previamente contratados en la cantina del Hyperion
- Barracón (Barracks): permite crear soldados (marines), persecutores, segadores y fantasmas.
- Búnker
- Fábrica (Factory): construye tanques, Thor (lo permite a partir de un VCE o SCV), Hellion
- Puerto estelar (Stargate)
- Armería
- Academia del fantasma
- Torreta de misiles
- Núcleo de fusión

### Protoss
- Acceso/Portal de distorsión (Gateway/Warp Gate)
- Puerto Estelar (Stargate)
- Nexo
- Núcleo Cibernético
- Pilón
- Forja
- Asimilador
- Cañón de fotones
- Instalación robótica
- Bahía robótica
- Baliza de la Flota
- Archivos Templarios
- Santuario Tétrico

### Zerg
- Criadero (larvario en LA)/Guarida/Colmena (Hatchery/Lair/Hive): posibilita que las larvas evolucionen a las unidades disponibles.
- Reptador de espinas (Spine Crawler, Rastrero punzante): estructura básica de defensa contra unidades terrestres, puede desarraigarse para poder ubicarlo en otro lugar con biomateria
- Reptador de esporas (Spore Crawler): estructura de defensa aérea. Puede detectar enemigos invisibles, alucinados y enterrados. También puede desarraigarse para poder ubicarlo en otro lugar con biomateria.
- Reserva de reproducción (Spawning Pool): necesaria para poder crear zerglings en el criadero, y dónde también puedes evolucionar la velocidad de movimiento y ataque.
- Nido de pestelings (Baneling Nest): estructura que permite mutar los zerglings en pestelings, y dónde se puede evolucionar la velocidad de estos últimos.
- Nido de cucaracha (Roach Warren): estructura que permite que en el criadero las larvas muten en cucarachas, y dónde se puede evolucionar su velocidad de movimiento y capacidad para moverse bajo tierra.
- Cámara de evolución. Para tener disponible ciertas mejoras.
- Guarida del hidralisco. Habilita el hidralisco.
- Caverna del ultralisco. Habilita el ultralisco.
- Red (entramado) Nydus.
- Espiral (Spire). Habilita el mutalisco y el envilecedor.
- Espiral mayor (Greater Spire). Habilita el Señor de la Prole.

## Battle Net 2.0

### Introducción
Battle.net es un servicio en línea creado por Blizzard entertainment, que fue lanzado en 1997. Goza de haber sido el primer servicio de videojuegos en línea. Tras la aparición en el mercado de Starcraft II, Battle.net fue mejorado, y pasó a llamarse BattleNet 2.0.